# Ted Sprague
Ted Sprague egy kitalált szereplő a Hősök (Heroes) című televíziósorozatban, akit Matthew John Armstrong alakít.
|  | Alább a cselekmény részletei következnek! |

Különleges képessége, hogy akár 1800 curie-s radioaktív sugárzást bocsát ki a testéből. Először a Nincs rejtegetnivaló című részben találkozhatunk vele, mikor Matt elrablása után letartóztatják egy olyan gyilkosságért, amit nem ő, hanem Sylar követett el. Ártatlansága hamar bebizonyosodik, mert Matt a sebhelyből, és a gondolataiból rájön, hogy őt is elrabolták. Innentől kezdve Matt pártfogásában áll. 
Egyetlen hozzátartozója a felesége volt, de már ő is meghalt, melynek oka az általa kibocsátott radioaktív sugárzás, és az ennek következtében kialakult rákbetegség volt, és amibe Ted talán sohasem fog beletörődni. 
A későbbi epizódok során tudomására jut, hogy Claire apjának is köze volt elrablásához. És mivel Ted mindenért, ami vele történt őt hibáztatja,  így újra felveszi a kapcsolatot Matt-tel.